# Istochnik Rostov
Ne doit pas être confondu avec Rostov-Don.
Le Istochnik Rostov est un club féminin de handball russe de la ville de Rostov-sur-le-Don.

## Palmarès
compétitions internationales
- Coupe d'Europe des vainqueurs de coupe : vainqueur en 1997
- Coupe EHF : demi-finaliste en 1996

compétitions nationales
- Champion de Russie en 1997 et 1998

## Personnalités liées au club
- Irina Poltoratskaïa : joueuse de 1997 à 2000